# Уади ал Хитан
Уади ал Хитан (на арабски: وادي الحيتان „Долината на китовете“) е палеонтологично находище и забележителност в мухафаза Фаюм в Египет, на около 150 km югозападно от Кайро. То е включено в Списъка на ЮНЕСКО на Световното културно и природно наследство през юли 2005 г. Открити са стотици вкаменелости от най-ранните форми на кита, на archaeoceti (изчезнал подвид). Находището разкрива доказателства за обяснение на една от най-големите загадки за еволюцията на китовете: появата и еволюцията му от сухоземно животно в морски вид. Няма друго място в света, с толкова голяма концентрация и добре запазени фосили, за това палеонтологичното находище е добавено в Списъка на ЮНЕСКО за защитени обекти на Световното културно и природно наследство.
Фосилните останки, които са намерени в находището не могат да бъдат определени като най-старите, но най-ценното е голямата им концентрация на това място и степеннта им на съхранение. В част от тях дори са открити добре запазени останки от храна, погълнати от китовете. Наличието на вкаменелости на други животни, като например акули, крокодили, риба-трион, морски костенурки и скатове в Уади ал Хитан позволява да се направи реконструкция на околната среда и екологични условия по онова време, което прави находището важно природно наследство.
Първите фосилни останки на китове, са открити през зимата на 1902 – 1903. През следващите 80 години находището буди слаб интерес за проучвания, което се дължи най-вече на трудната достъпност до него. С помощта на автомобили, през 1980-те години интереса към палеонтологическото находище е подновена. Находището често е посещавано от колекционери на минерали и кости, което е причина част от фосилите да бъдат откраднати. Това води до нуждата от защита на обекта, за да бъде спасен от разграбване и унищожение. Останките показват типичните обтекаемое тяло и форма на съвременните китове, но са запазени някои примитивни аспекти на черепа и структурата на зъбите. Най-големият скелет, който е открит достига до 21 m дължина, с добре развити плавници на предните крайници и неочаквано задните им крайници са крака със стъпала и пръсти на, което преди това не е било известно за archaeoceti. Тяхната форма е серпантином, и те са били месоядни. Някои от тези скелетни останки са изложени, но повечето от тях са плитки погребани, което ги прави неустоичиви на ерозията. Уади ал Хитан представя доказателства за развитието на крайбрежния морски живот в продължение на милиони години.

## Фосили
Вкаменелостите се намират в големи количества и по-голямата част от тях са в отлично състояние. Най-забележими са скелетите на китове и морски крави, а няколкостотин вкаменелости от тях са документирани.
Вкаменелости на китове може да варират от запазени цели скелети, до частични скелети, дължащо се на откритостта и въздействието на ерозионните процеси. Китовете имат малки задните крайници, което липсва при съвременните китове. Имат и мощен череп със зъби, подобни на тези на хищните сухоземни бозайници.
Други бозайници са представени от скелетите на три вида от разред сирени или морски крави. Те са напълно морски видове, както и китовете, а също така показват примитивни черти, които не са характерни за съвременните видове. Имат зъби, което показва, че те пасат морски водорасли и други морски растения. Костите на праисторическия слон Moeritherium, са документирани.
Изкопаеми влечуги са представени от изкопаеми крокодили и морски костенурки и морски змии.
Има много видове костни риби, акули и скатове, които са открити, но повечето фосили представляват отделни малки зъби, което ги прави трудно откриваеми и изучаването им не е лесно. Открити са фосили на риба-трион, достигаща до 1,8 m дължина. Открити са и няколко вида морски водорасли.

## Геология
Геологията в долината е формират под действието на ерозионни и еололични процеси.
Скалите, намиращи се в Уади ал Хитан са от средата и края на Еоцена. В някои от тях са открити образувания на морски аргилити, разположени на изток от парка за посещение. Скалният блок, в който се намират по-голямата част от вкаменелостите на китове се състои от жълтеникави морски пясъчници, образуващи повечето скали. Тези пясъчници се подразделят на бял слой, в който са запазени фосили на животни (по-рано се е смятало, че са мангрови корени) и слой черни аргилити, разположени над белия слой. Най-високите скали представляват тъмни аргилити с променливо количество варовикови черупки в тях.

## Флора и фауна
В долината Уади ал Хитан се срещат 15 вида пустинни растения, пясъчни дюни и на около 15 вида диви бозайници – северноафрикански чакал, лисица, египетски мангуст, африканската дива котка и газела доркас. Най-често срещаният бозайник е фенека, който редовно посещава палеонтологичното находище през нощта.

## Туризъм
Само около 1000 туристи годишно посещават Уади ал Хитан с автомобили. По-голямата част от тях са чужденци. Посещението е строго регламентирано, тъй като долината попада в защитената територия Уади ал Раян. Това означава, че придвижването става единствено по установени пътеки.
През юли 2007 г. правителството на Египет заявява, че автомобили на белгийски дипломати са влезли в заповедната зона на находището и са причинили щети в размер на 325 000 долара. Белгийското правителство заяви, че никакви щети не са причинени от дипломати и този въпрос остава нерешен.